# 魔法娜娜咪

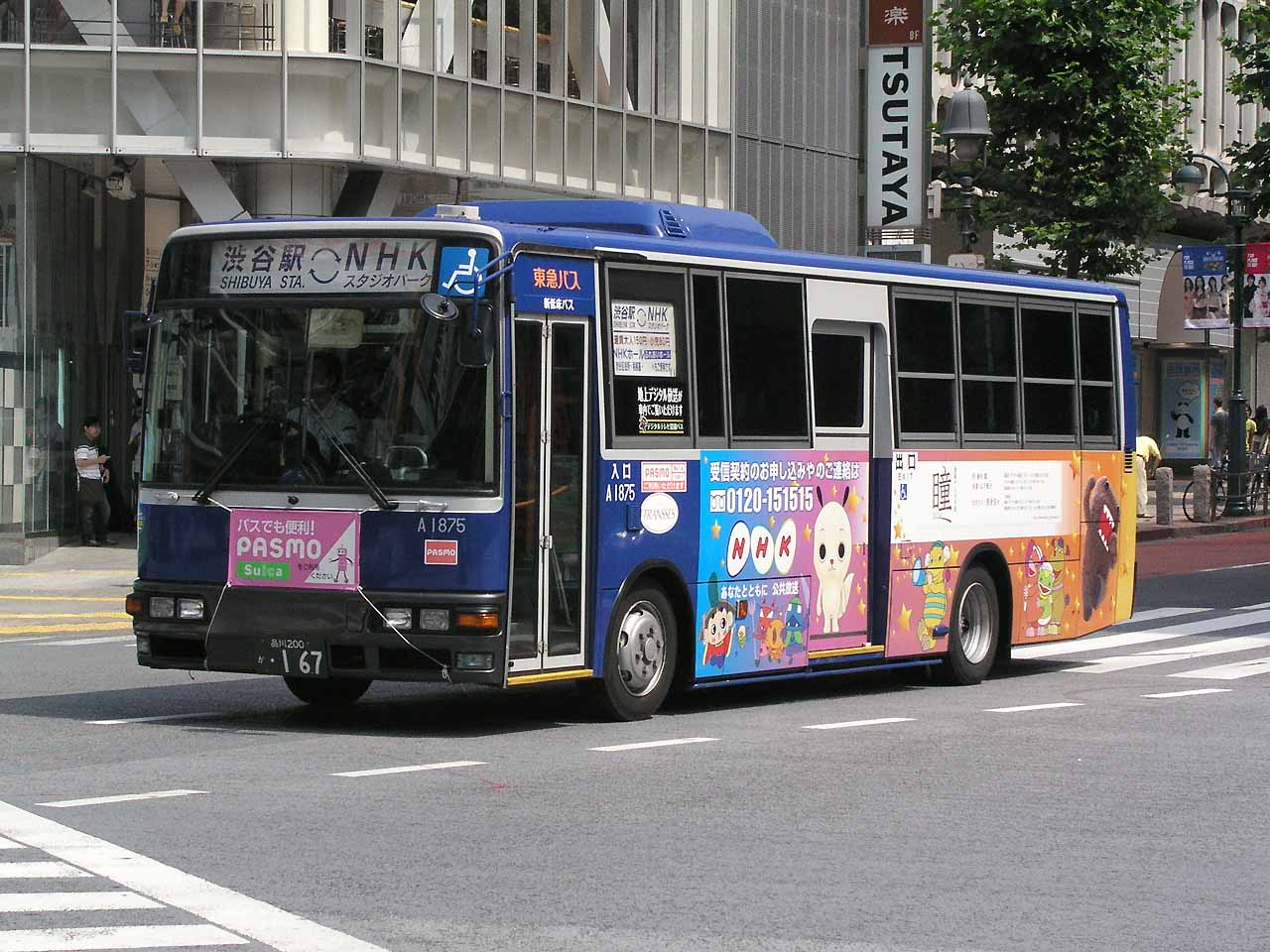
此圖為魔法娜娜咪廣告印在公車進行宣床的圖片

魔法娜娜咪（日语： Nanami chan */?）是日本放送协会（NHK）的吉祥物之一，為NHK卫星电视（BS）服務的宣傳代言人。

## 概要
NHK在2004年迎接旗下衛星電視節目開播15年之际，與玩具大廠萬代的「角色研究所」、以及影像企划公司ROBOT共同开发此一角色。白色圆形身上长着大眼睛和毛茸茸的尾巴，是可爱的犬形不思议生物。娜娜咪的声优是小樱悦子。

## 外部連結
- NHK官方網站
- 台灣迪士尼官方網站